# Harvey A. Carr
Harvey A. Carr (30 de abril de 1873-21 de junio de 1954) fue un psicólogo estadounidense y promotor del funcionalismo. Junto con John Dewey y James Rowland Angell, es reconocido por el desarrollo del funcionalismo como una escuela de pensamiento, llevando la psicología estadounidense hacia un enfoque funcionalista. También fue presidente de la Asociación Estadounidense de Psicología y profesor emérito de la Universidad de Chicago.
Carr asistió a la Universidad de Colorado en Boulder como un estudiante de psicología con Arthur Allin. Allí recibió su pregrado en 1901 y su maestría en 1902. Enseñó en una preparatoria en Texas, en el State Normal School of Michigan, en el Pratt Institute de Brooklyn, Nueva York de 1905 a 1908.
Entre 1907 y 1908, Carr y John B. Watson llevaron a cabo un estudio llamado el experimento Kerplunk.
Al volver a Chicago estudió psicología experimental con Dewey y Watson en la Universidad de Chicago. Luego sería alumno de Angell. En 1905, recibió su Doctorado en Filosofía, con su trabajo doctoral "A visual illusion of motion during eye closure" (en español "Una ilusión visual de movimiento durante el cierre del ojo"). Reemplaza a John Watson como supervisor del laboratorio animal. En 1921, Angell dejó Chicago por Yale y Carr tomo, de manera informal, la posición como jefe del departamento de psicología. El nombramiento oficial fue formalizado dos años más tarde en 1923. Bajo su liderazgo el funcionalismo de Chicago floreció, llegando a la cima de su popularidad. En 1925, publicó "Psychology: A Study of Mental Activity" (en español Psicología: "Un estudio de la actividad mental") que organizaría las ideas del funcionalismo.
Enseñó en Chicago de 1926 a 1938 donde dirigió el laboratorio de psicología experimental y en 1926 ejerció como Presidente de la Asociación Estadounidense de Psicología. Se convirtió en Profesor Emérito en 1938.